# Seri-Baumkänguru

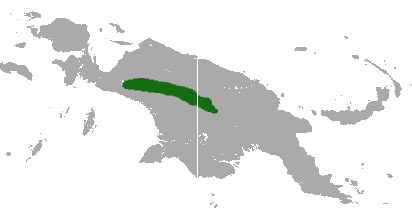
Verbreitungsgebiet des Seri-Baumkängurus im westlichen Neuguinea.

Das Seri-Baumkänguru (Dendrolagus stellarum) ist eine Känguruart, die im westlichen Neuguinea im Maokegebirge etwa bis Telefomin im Osten in Höhen zwischen 2600 und 3200 m über dem Meeresspiegel vorkommt. 

## Merkmale
Das Seri-Baumkänguru ist ein relativ großes, stämmiges kurzschwänziges Baumkänguru mit kurzen Hinterfüßen. Weibchen des Seri-Baumkängurus erreichen eine Kopfrumpflänge von etwa 61 cm, Männchen sind mit 63,5 bis 70 cm größer. Der Schwanz ist bei den Weibchen (49 bis 58,5 cm) und bei den Männchen (52 bis 57 cm) etwa gleich lang. Das Gewicht der Weibchen liegt bei 6,5 bis 6,8 kg, das der Männchen bei 7,5 bis 9,5 kg. Das Fell ist dicht und dunkelbraun, wobei es auf dem Rücken, vor allem im vorderen Bereich, stark mit weißlichen Haaren durchsetzt ist. Der hintere Rückenabschnitt ist oft heller und schimmert etwas golden. Auf der Bauchseite fehlen die weißlichen Haare. Das Gesicht ist oft ein wenig gelblich oder rötlich. Die Gliedmaßen sind grau oder gelblich. Der Schwanz ist gelblich, der körperferne Bereich eher grau. Am Schwanzende tragen einige Exemplare einen Büschel langer Haare. Die Ohren sind kurz und dicht behaart.

## Lebensraum und Gefährdung
Das Seri-Baumkänguru lebt einzelgängerisch in Nebelwäldern in Höhen von 2600 und 3200 Metern über dem Meeresspiegel. Aufgrund seiner Seltenheit und der Bejagung durch den Menschen wird das Seri-Baumkänguru von der IUCN als gefährdet (“Vulnerable”) eingestuft.

## Systematik
Das Seri-Baumkänguru wurde 1990 durch den australischen Zoologen Tim Flannery und einen Kollegen als Unterart des Doria-Baumkängurus (Dendrolagus dorianus) beschrieben. In einer Mitte 2018 publizierten Studie zur Phylogenie der Baumkänguruhs wurde es als eigenständige Art eingestuft.